# (66189) 1998 XA97
(66189) 1998 XA97 – planetoida z pasa głównego asteroid okrążająca Słońce w ciągu 3 lat i 190 dni w średniej odległości 2,31 j.a. Została odkryta 12 grudnia 1998 roku w obserwatorium w Meridzie przez wenezuelskiego astronoma Orlando Naranjo. Nazwa planetoidy jest oznaczeniem tymczasowym.
Z okazji przypadającego w 2009 roku Międzynarodowego Roku Astronomii odkrywca postanowił, by odkryte przez niego planetoidy nazwały dzieci z różnych krajów świata. Nadanie nazwy planetoidzie (66189) 1998 XA97 zaproponował dzieciom z Polski. Nazwę wybierano w konkursie dla dzieci do lat 16.
W organizowanym przez Centrum Nauki Kopernik konkursie „Nazwij swoją asteroidę” zwyciężył sześciolatek Kajetan Jałochowski, pierwszoklasista warszawskiej SP nr 205. Wyniki rywalizacji ogłoszono 27 października 2009 w Warszawie. „Żywa” będzie po zatwierdzeniu przez Międzynarodową Unię Astronomiczną oficjalną nazwą planetoidy. W filmie przygotowanym z pomocą rodziców przez Kajtka, „Żywa” to mała planetoida, która uciekała przez cały Kosmos przed deszczem siarkowodorowym. Nie miała jednak mapy i trafiła do naszego Układu Słonecznego. Zwycięzca wyjaśnił, że udział w konkursie i przygotowywanie filmu było dla niego „super zabawą”. Najwięcej trudności przysporzyła mu rola narratora opowieści. Zaraz po ogłoszeniu wyników konkursu połączono się z Międzynarodową Stacją Kosmiczną.